# Drill (мініальбом)
Drill — дебютний мініальбом англійського рок-гурту Radiohead, випущений у травні 1992 року. Перший комерційний реліз гурту, який дебютував у чарті альбомів Великої Британії під номером 101. Пізніше Radiohead перезаписали три свої пісні для свого дебютного альбому Pablo Honey (1993).

## Список композицій
| #     | Назва                | Тривалість |
| ----- | -------------------- | ---------- |
| 1.    | «Prove Yourself»     | 2:32       |
| 2.    | «Stupid Car»         | 2:25       |
| 3.    | «You»                | 3:22       |
| 4.    | «Thinking About You» | 2:17       |
| 10:36 |                      |            |

## Учасники запису
- Том Йорк — вокал, гітара
- Джонні Грінвуд — гітара
- Ед О'Браєн — гітара, бек-вокал
- Колін Грінвуд — бас-гітара
- Філ Селвей — барабани